# Otto Wilhelm von Struve
Otto Wilhelm von Struve, (rusky: О́тто (Оттон) Васи́льевич Стру́ве, česky: Otto Vasiljevič Struve 7. května 1819 Tartu - 14. dubna 1905 Karlsruhe) byl baltskoněmecký astronom narozený na území dnešního Estonska, které bylo tehdy součástí Ruské říše. V letech 1862–1889 vedl Pulkovskou hvězdárnu. Významným astronomem byl už jeho otec Friedrich Georg Wilhelm von Struve a později i jeho synové.

## Život
Narodil se jako třetí syn z osmnácti dětí. Gymnázium dokončil v patnácti letech, vysokoškolská studia na Tartuské univerzitě ve dvaceti (1839). Již během studia pomáhal svému otci na městské observatoři a po otevření Pulkovské hvězdárny, kde byl jeho otec jmenován ředitelem, se stal okamžitě jeho asistentem. Za svá pozorování získal v roce 1841 na Petrohradské univerzitě titul magistra astronomie. V roce 1843 obhájil doktorát.
V letech 1843 až 1844 se účastnil měření zeměpisné délky mezi Altonou, Greenwichem a Pulkovem, které bylo založeno na velkém posunu chronometrů po povrchu Země. Tato nově vyvinutá metoda byla v Rusku přijata a od roku 1844 byla zeměpisná délka měřena nikoli od observatoře v Tartu, ale právě od Pulkova. Roku 1844 se též hodně věnoval výzkumu Slunce. Odvodil jeho lineární rychlost 7,3 km/s, což bylo sice značně nesprávné (správná hodnota 19,5 km/s byla změřená v roce 1901), ale Struve správně určil, že rychlost Slunce je menší než rychlost hvězd.
Kolem roku 1845 se otec zřekl většiny řídících činností na Pulkovské hvězdárně a zaměřil se na soukromý výzkum. Od té doby většina administrativních povinností připadla na Otto Wilhelma, plně pak v roce 1858, kdy jeho otec vážně onemocněl. Po otcově odchodu do důchodu v roce 1862 se Otto Wilhelm oficiálně stal ředitelem a tuto pozici si zastával 27 let až do roku 1889. Pokračoval v práci svého otce a doplňoval slavné pulkovské katalogy hvězdných souřadnic. V letech 1816 až 1852 dokončila Pulkovská hvězdárna slavná měření Země pomocí soustavy 265 triangulačních bodů, které se táhnou od nejsevernějšího bodu v Norsku až po nejjižněji položený bod u Černého moře (celkem přes 2820 km). Tato soustava se obvykle nazývá Struveho geodetický oblouk.
V roce 1850 získal Zlatou medaili Královské astronomické společnosti za práci o precesi z roku 1840. V roce 1851, při pozorování zatmění Slunce, došel k závěru, že sluneční korona a různé výčnělky z povrchu Slunce jsou fyzicky spojeny se Sluncem, spíše než že by byly optickým klamem, čemuž tehdy věřila většina astronomů. V roce 1856 se stal akademikem Ruské akademie věd. V roce 1860 nastolil tezi o úzké souvislosti slunečních výčnělků s erupcemi. Pozoroval také měsíce Uranu (Ariel a Umbriel) a Neptunu a změřil prstence Saturnu. Objevil (spolu s dalšími výzkumníky) temný vnitřní prsten Saturnu. V roce 1861 ve své zprávě pro Akademii věd podpořil a rozvinul myšlenky Williama Herschela, že hvězdy jsou tvořeny z rozptýlené hmoty.
V roce 1865 objevil NGC 8, dvojhvězdu v souhvězdí Pegase, a spirální galaxii NGC 9 v souhvězdí Andromedy. Prozkoumal též souhvězdí Kasiopeji a našel v ní dvojhvězdy. V roce 1874 vypravil několik expedic, aby sledovaly tranzit Venuše přes sluneční disk ve východní Asii, na Kavkaze, v Persii a Egyptě. V roce 1885 byl v Pulkově instalován 30palcový refrakční dalekohled, v té době největší na světě.
Během své cesty do Německa v roce 1895 onemocněl natolik, že se vzdal dalšího cestování. Zůstal v Německu a zemřel zde v roce 1905.